# Prejuicios rotos
Prejuicios rotos es una novela escrita por la médico hondureña Elia Santos en 2017 y publicada por la editorial española Editorial Calíope.
La novela está principalmente orientada a las mujeres.

## Argumento
La novela narra la historia de tres chicas estudiantes de licenciatura en periodismo. Los personas principales son Sara, una chica humilde e inteligente, quien a causa de un amorío fallido entra en depresión. Margo, una chica de vida nocturna que introducirá a Sara a su mundo para ayudarla con sus problemas. Y Eileen, una chica amable cuya vida ha estado llena de obstáculos. La premisa principal de la novela es la evolución de cada uno de estos tres personajes, como se conplementan entre sí y la forma en la que, por obra casi del destino, sus caminos se cruzan para ayudarse mutuamente a romper esos prejuicios y enfrentarse a la estigmatización social.